# 少年よラケットを抱け
『少年よラケットを抱け』（しょうねんよラケットをいだけ）は、ちばてつやによる日本の漫画作品。『週刊少年マガジン』（講談社）にて、1992年5月から1994年6月まで連載された。単行本は全12巻。

## ストーリー
ボクシング命の腕白少年・古賀大志は、沖縄からスポーツ名門校の双葉学園に転校してくるも、ボクシング部は休部中。一方の男子テニス部主将の宇野マコトは、弱小であるがために女子に練習場所を占拠されている状況を打破するため、大志を引き込もうとする。大志もテニス部をボクシング部に転向しようと、マコトとテニスで勝負するも敗北してしまう。
だが、マコトは利き手である左手ではなく、右手でラケットを握って試合をしていたのだ。自信を喪失するも雪辱を果たすため、秘密の特訓を開始する。

## 登場人物

### 双葉学園
古賀大志

宇野マコト

## 書籍
- 講談社 少年マガジンコミックス 全12巻
- ホーム社 ちばてつや全集 全8巻
- 講談社 講談社漫画文庫 全6巻